# Dzierzkowice (Natura 2000)
Dzierzkowice (kod PLH060079) – specjalny obszar ochrony siedlisk sieci Natura 2000, znajdujący się na terenie województwa lubelskiego. Obszar obejmuje powierzchnię 247,08 ha.
Teren składający się z dwóch powiązanych ze sobą enklaw wyznaczony został w celu długotrwałego zabezpieczenia naturalnych siedlisk życia oraz populacji zagrożonego wymarciem gatunku obuwika pospolitego Cypripedium calceolus.
Siedliska pod ochroną (z kodem siedlisk):
- 9170 grąd środkowoeuropejski i grąd subkontynentalny (Galio-Carpinetum, Tilio-Carpinetum)